# 奥肯多
奥肯多（西班牙語：Oquendo）是西班牙巴斯克自治区阿拉瓦省的一个市镇。总面积30km²，总人口876人（2001年），人口密度29人/km²。